# Gnathia tuberculata
Gnathia tuberculata är en kräftdjursart som beskrevs av Richardson 1909. Gnathia tuberculata ingår i släktet Gnathia och familjen Gnathiidae. Inga underarter finns listade i Catalogue of Life.